# Odenbach

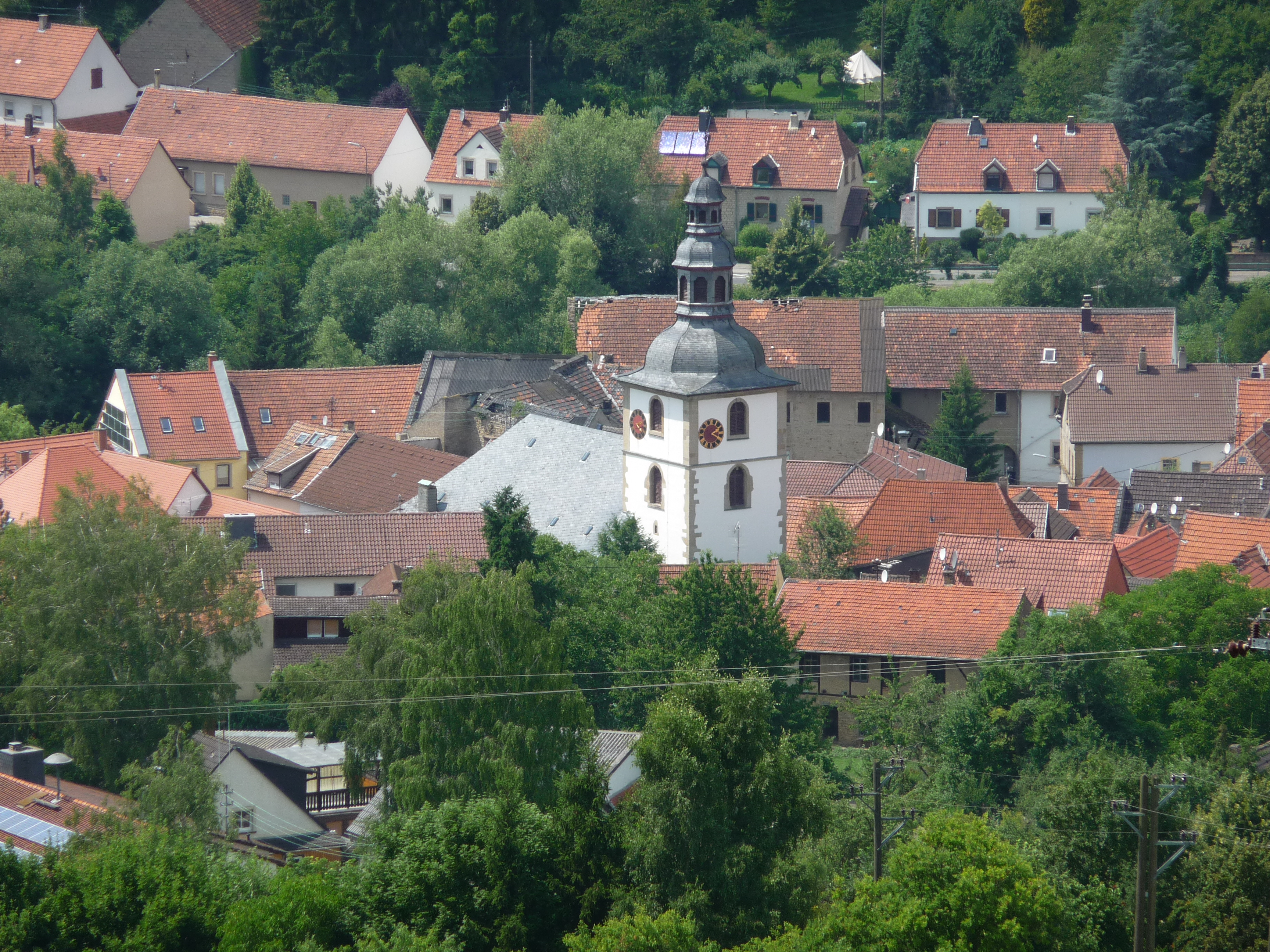
Der Ortskern mit der Protestantischen Pfarrkirche Odenbach

Odenbach ist eine Ortsgemeinde im rheinland-pfälzischen Landkreis Kusel. Sie gehört der Verbandsgemeinde Lauterecken-Wolfstein an.

## Geographie
Der Ort liegt im Nordpfälzer Bergland an der Einmündung des gleichnamigen Odenbachs in den Glan. Im Nordosten benachbart ist Meisenheim (Landkreis Bad Kreuznach), im Süden Adenbach und südwestlich Medard.
Zu Odenbach gehören auch die Wohnplätze Dämmerhof, Hottenbusch, Kaiserhof und das Bahnwärterhaus Viermorgen.

## Geschichte
Auf der Gemarkung wurden keltische Gräber und römische Funde entdeckt. Die älteste erhaltene schriftliche Nennung des Ortes stammt vom 20. Mai 841 („Uotenbach“). Der Name geht wahrscheinlich auf den germanischen Gott Wotan zurück, die südgermanische Form des nordischen Odins. Der Ort gehörte zur Grafschaft Veldenz, ehe er 1444 zu Pfalz-Zweibrücken kam. Das Kloster Otterberg war im Ort begütert. Herzog Johann I. entließ 1579 die Einwohner Odenbachs und einiger umliegender Dörfer aus der Leibeigenschaft.
Seit 1971 gehörte Odenbach zur Verbandsgemeinde Lauterecken, seit dem 1. Juli 2014 zur Verbandsgemeinde Lauterecken-Wolfstein.

## Politik

### Bürgermeister
Helga Becker wurde am 22. Juli 2019 Ortsbürgermeisterin von Odenbach. Bei der Direktwahl am 26. Mai 2019 war sie mit einem Stimmenanteil von 79,90 % für fünf Jahre gewählt worden.
Sie wurde im Juni 2024 wiedergewählt.
Ihr Vorgänger war Gerhard Gins.

## Kultur und Sehenswürdigkeiten
Die Überreste des Weiherturms, Ruine einer Wasserburg aus dem 12. Jahrhundert, Burg Odenbach, gelten neben weiteren historischen Gebäuden als Wahrzeichen von Odenbach. Auch die derzeit wegen Baufälligkeit geschlossene Protestantische Pfarrkirche Odenbach ist ortsbildprägend.
Das Rathaus stammt von 1570 und wird bis heute in seiner ursprünglichen Funktion genutzt.
Die Steinbogenbrücke über den Odenbach wurde 1748 errichtet und im Jahr 2018 größtenteils neu aufgebaut. Wesentliche konstruktive (Bogen) und historische Elemente (Brückenstein) blieben hierbei erhalten.
Die denkmalgeschützte ehemalige Synagoge von 1752 ist mit spätbarocken Wandmalereien verziert, der jüdische Friedhof besteht seit 1850.
Entlang des nordwestlich von Odenbach anstehenden Höhenzugs führt der Pfälzer Höhenweg (insgesamt 112 km Länge).
Jährlich am dritten Wochenende im August findet die fünftägige Kirmes (Kerwe) statt.
Am 11. November wird jedes Jahr ein St.-Martins-Umzug, am 1. Advent in der Ortsmitte ein Weihnachtsmarkt veranstaltet.

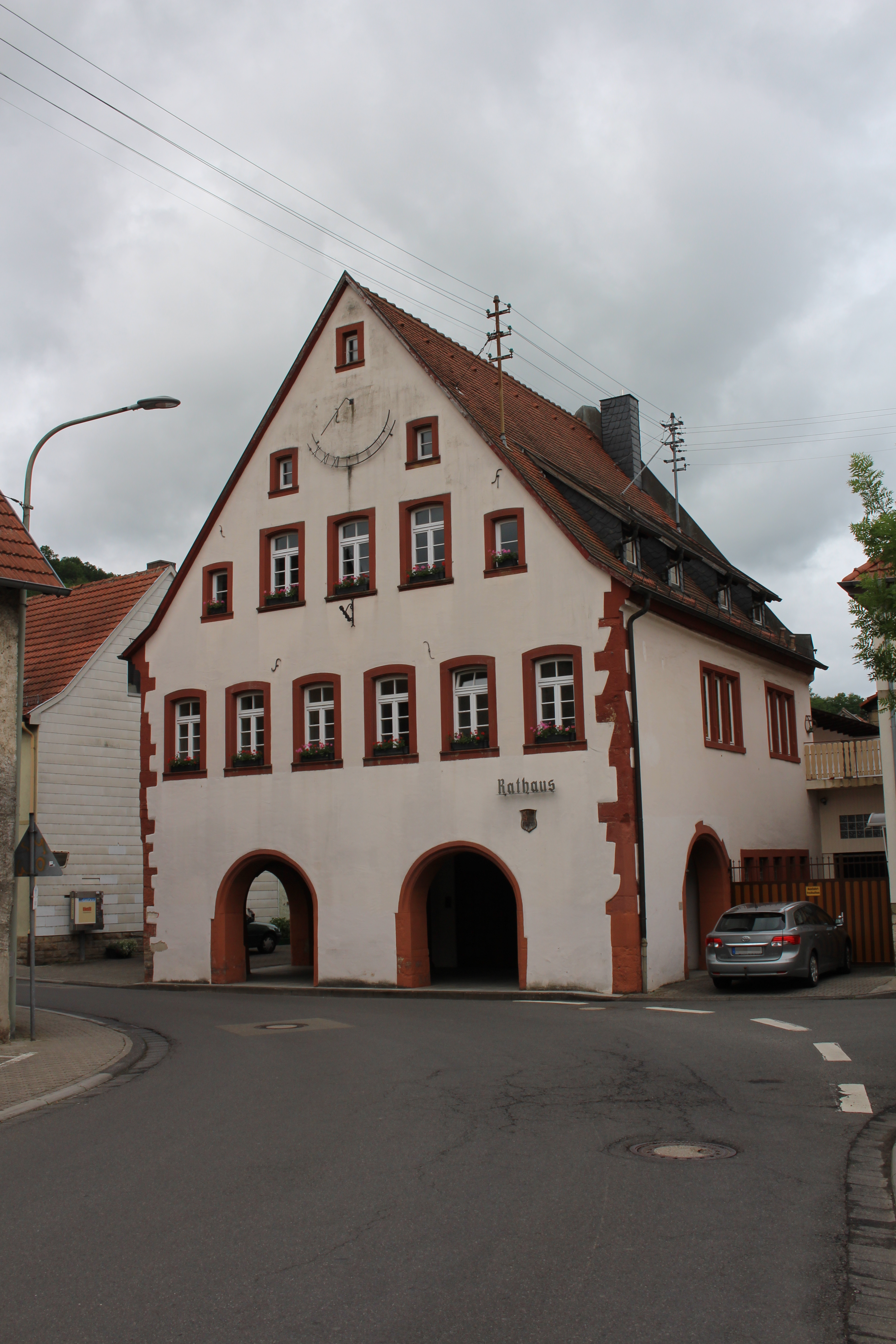
Rathaus Odenbach
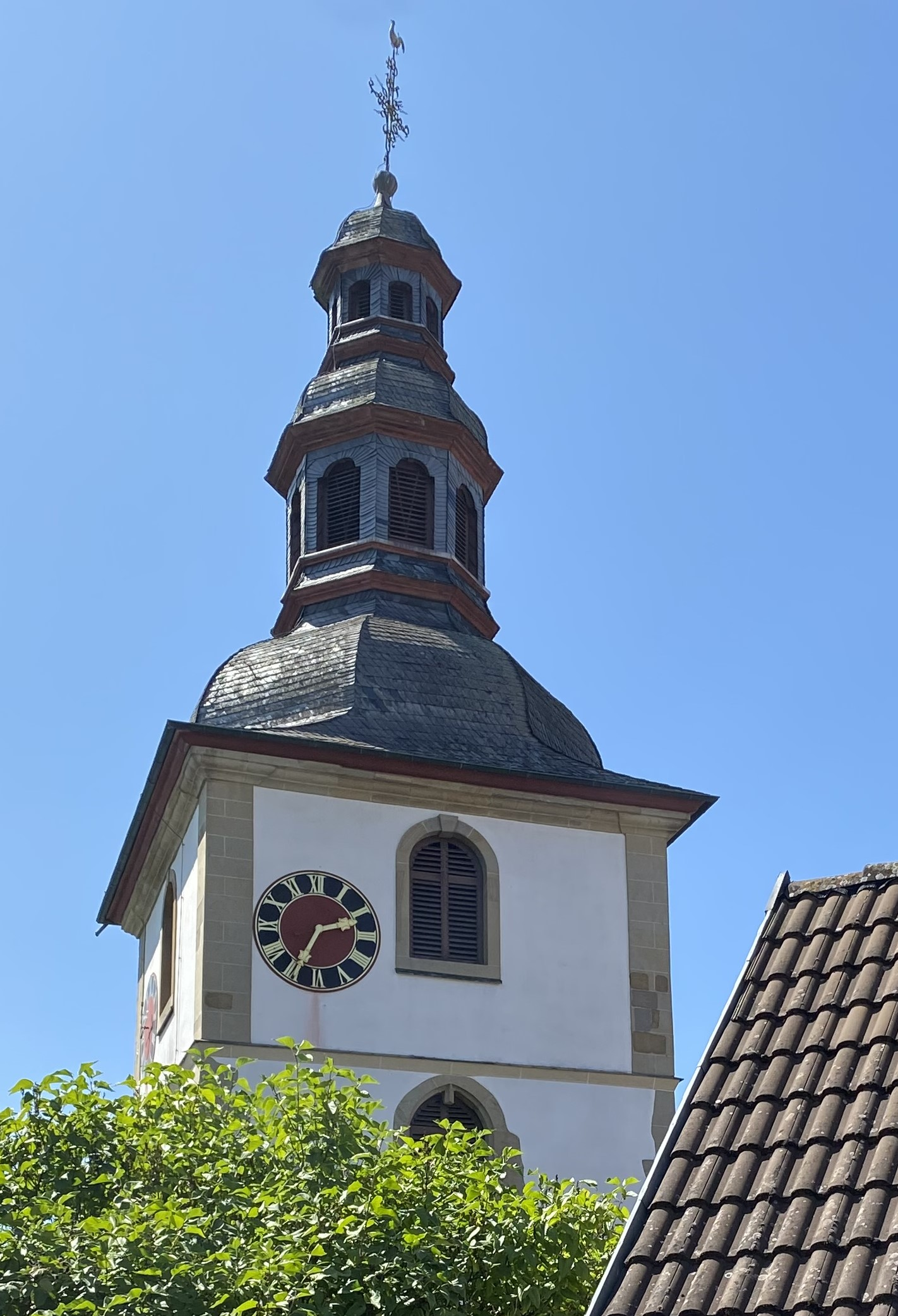
Welsche Haube auf dem Turm der örtlichen Dorfkirche, nun wegen Baufälligkeit in ihrem Bestand bedroht
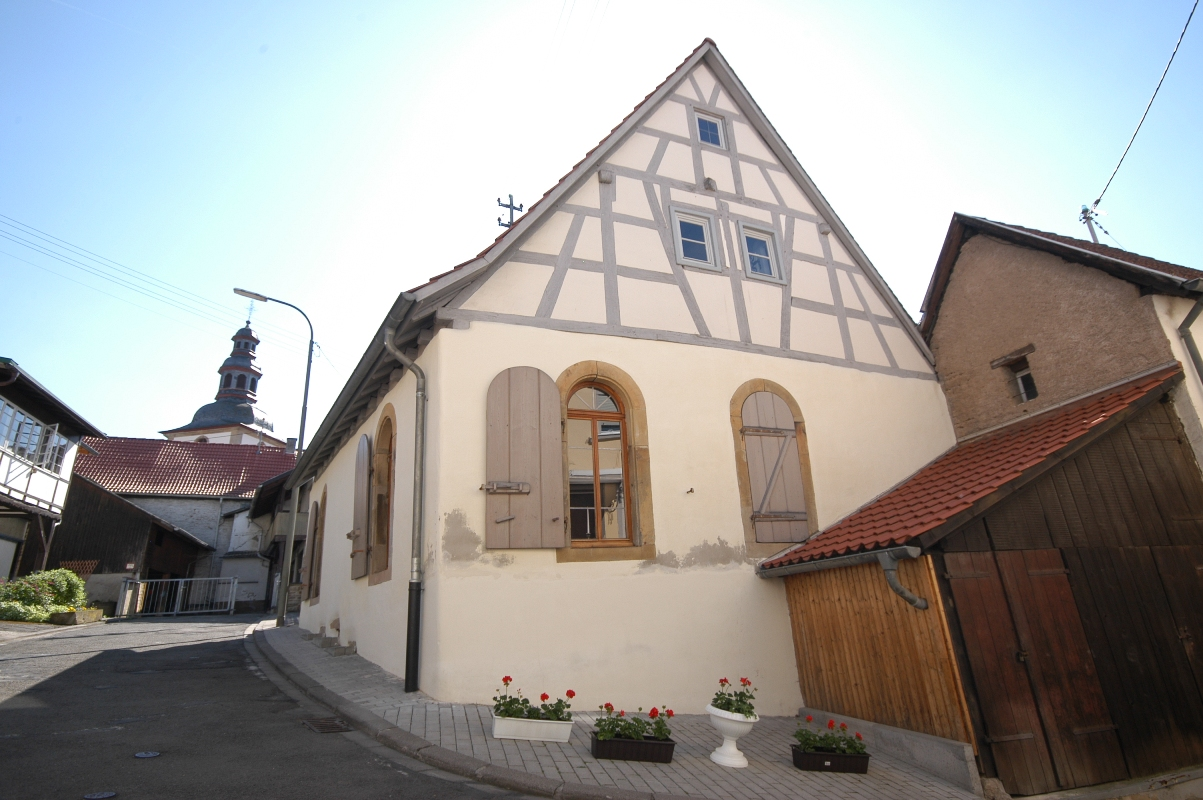
Die örtliche ehem. Synagoge, im Hintergrund der Kirchturm

## Infrastruktur

### Verkehr
Durch den Ort verläuft die Landesstraße 382, die westlich des Glans in die Bundesstraße 420 mündet.
Odenbach erhielt 1896 Anschluss an die Eisenbahn, als der Bahnhof Odenbach an der Strecke Lauterecken–Odernheim eröffnete. Dieses Teilstück ging 1904 in der damals vollständig eröffneten Glantalbahn auf. Die Strecke wird für den Eisenbahnverkehr im Bereich von Odenbach nicht mehr genutzt, ist hier vielmehr Teil der Fahrrad-Draisinenstrecke-Glantal, die über 40 km durch das untere Glantal im Pfälzer Bergland führt.

### Soziale Infrastruktur
In Odenbach gibt es eine Kindertagesstätte (Kita) mit drei Gruppen und insgesamt 60 Plätzen (Kinder U3 und Ü3 sowie Ganztagsplätze). Einzugsgemeinden für die Kita, die sich in Trägerschaft der Ortsgemeinde befindet, sind Odenbach sowie die Nachbarorte Adenbach, Ginsweiler und Medard.
Odenbach hat eine Freiwillige Feuerwehr (Schwerpunktwehr) in der Trägerschaft der VG Lauterecken-Wolfstein. Außerdem gibt es eine Jugendfeuerwehr sowie eine Alterskameradschaft.
Im Juli 2019 gab es insgesamt 16 Vereine und etliche unterschiedliche Kleingewerbe in der Gemeinde.
Das Gebäude der ehemaligen Grundschule Birkenhof befindet sich mittlerweile in Privatbesitz, die frühere Schulturnhalle wird als Sport- und Veranstaltungshalle genutzt.
Ein Gemeindehaus steht in der Trägerschaft der Evangelischen Kirche, ein zweites in der Trägerschaft der Orts-/Verbandsgemeinde.

## Söhne und Töchter der Gemeinde

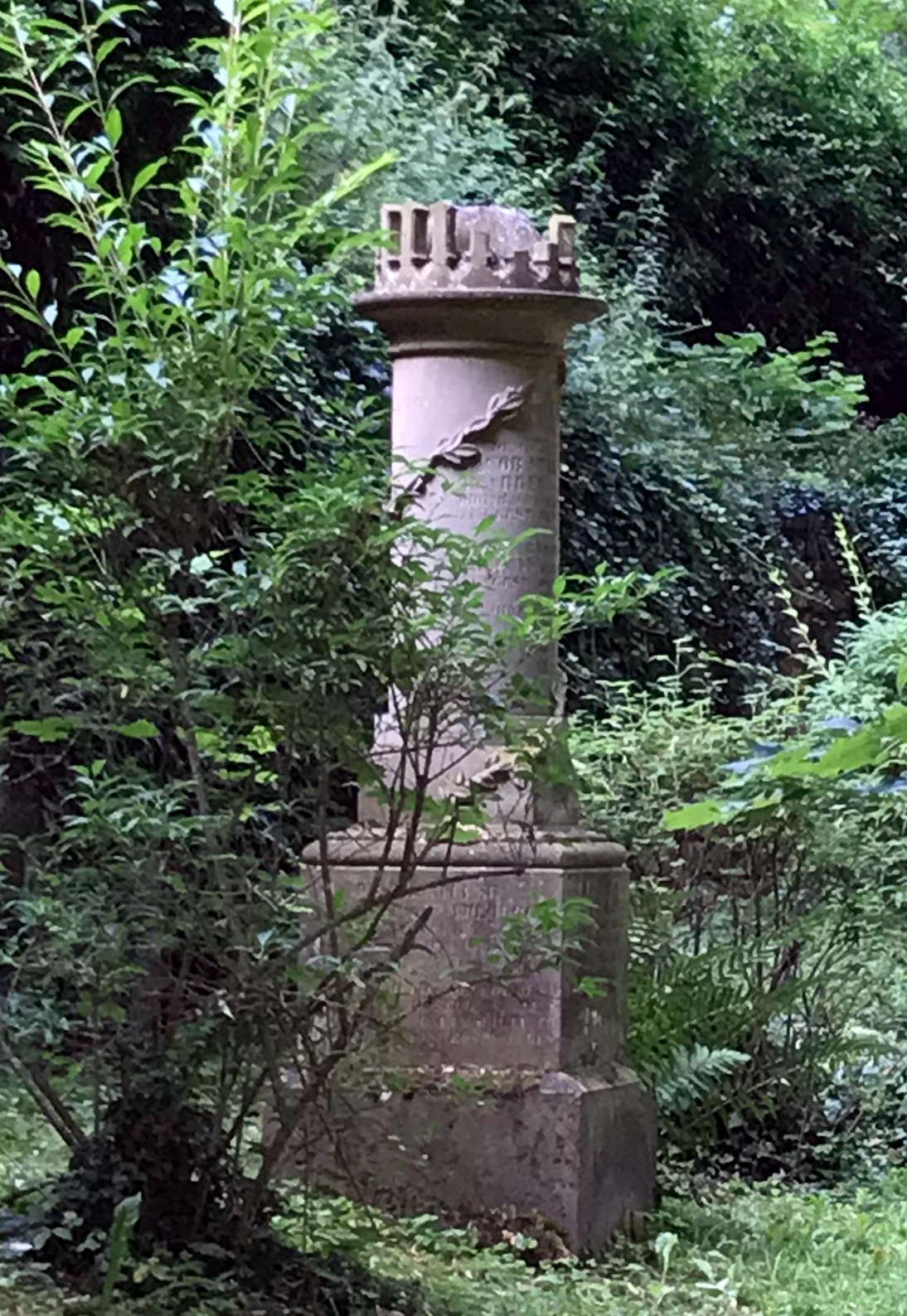
Gedenkstein für Naturforscher Müller

- Philipp Wilbrand Jacob Müller (1771–1851), Naturforscher und Pfarrer
- Gustav Adolf Bernd (1869–1942), Bildhauer
- Eike Emrich (1957–2023), Sportsoziologe und -ökonom